# 镰叶嵩草
镰叶嵩草（学名：Kobresia falcata）为莎草科嵩草属下的一个种。产于四川西部。

## 扩展阅读
- 維基物種上的相關：镰叶嵩草